# Audio Units
Audio Units（オーディオ ユニッツ）とはmacOSに直接統合されているオーディオ機能、Core Audioによって提供されるシステムレベルのDSPプラグインアーキテクチャで、ソフトウェアの機能を拡張する追加モジュールの規格。AUと略される。
一般利用者向けには大別して、ソフトウェア音源のAU Instrumentと、ソフトウェアエフェクターのAU Effectがある。類似のプラグイン規格としてスタインバーグが提唱するVST、Pro Toolsで使用されるAAX、RTAS、Windows向けのDXiなどがある。
AUは、GarageBand、Soundtrack Pro、Logic Express、Logic Pro、Final Cut Pro、AU Lab等のApple製アプリケーションが対応済みで、多くのソフトウェアメーカーでもプラグインやアプリケーションの対応が進んでいる。

## Mac OS X v10.5に標準搭載されたAudio Unit

### インストゥルメント
DLSMusicDevice
内蔵のGS音源（ローランド提供）、または外部のDownloadable Sounds (DLS) またはSoundFontを用いて楽器音を鳴らす。ロムプラー (en:Rompler)、プレイバックサンプラーの一種。

### ジェネレーター
AUAudioFilePlayer
音声ファイルを読み込み再生・出力する。
AUNetReceive
ネットワーク経由で音声を受信し再生・出力する。
AUScheduledSoundPlayer
メモリーバッファー上の音声を再生・出力する

### エフェクター

#### フィルター・イコライザー
AUBandpass
バンドパスフィルター。
AUHipass
レゾナンス付きのハイパスフィルター。
AULowpass
レゾナンス付きのローパスフィルター。
AUFilter
2バンドのシェルビングイコライザーおよび3バンドのピーキングイコライザーによる、計5バンドのパラメトリックイコライザー。
AUHighShelfFilter
簡素な高域シェルビングイコライザー。
AULowShelfFilter
簡素な低域シェルビングイコライザー。
AUParametricEQ
簡素なピーキングイコライザー。
AUGraphicEQ
31バンドまたは10バンドのグラフィックイコライザー。

#### ディレイ・リバーブ
AUDelay
フィードバック、ローパスフィルター付きのディレイ。
AUSampleDelay
サンプル数指定によるフィードバックのない簡素なディレイ。
AUMatrixReverb
パラメーター式のリバーブレーター。

#### ダイナミクス
AUDynamicsProcessor
コンプレッサー。
AUMultibandCompressor
4バンドのマルチバンドコンプレッサー。
AUPeakLimiter
ピークリミッター。

#### その他のエフェクター
AUDistortion
フィードバックディレイ、リングモジュレーション、デシメーション、ビットクラッシャー、2乗・3乗ウェーブシェイパーによるディストーション。
AUNetSend
Bonjourによるネットワーク経由で音声を送信する。
AUPitch
ピッチシフター。
AURogerBeep
無音状態になった事を検出した時にスタンバイ・ピー（ロジャービープ）を発生する。

### ミキサー
AUMixer
ステレオミキサー。
AUMatrixMixer
マトリックスミキサー。
AUMixer3D
3次元ミキサー。

### パンナー
AUSoundFieldPanner
3次元パンナーの一種。
AUSphericalHeadPanner
3次元パンナーの一種。
AUVectorPanner
3次元パンナーの一種。
HRTFPanner
頭部伝達関数を適用した3次元パンナー。

### コンバーター
AUConverter
PCM音声のフォーマット変換。
AUDeferredRenderer
入力音声を他のスレッドへ転送する。
AUMerger
音声信号の併合。
AUSplitter
音声信号の分離。
AUTimePitch
タイムストレッチおよびピッチシフト。
AUVariSpeed
再生スピードの調整（ピッチチェンジ）。

### アウトプット
AudioDeviceOutput (AUHAL)
特定の音声デバイスとの入出力を行う。
DefaultOutputUnit
システム標準の音声出力デバイス。
GenericOutput
音声出力デバイスの基礎。
SystemOutputUnit
システム警告音、ユーザインターフェイス効果音の音声出力デバイス。